# 中塩大貴
中塩 大貴（なかしお だいき、1997年6月8日 - ）は、埼玉県飯能市出身のプロサッカー選手。Jリーグ・SC相模原所属。ポジションはディフェンダー。

## 経歴
浦和レッズのアカデミー出身で、2015年にはJユースカップ制覇を経験した。高校卒業後はトップチームに昇格せず、立正大学に進学。2019年5月、2020年シーズンからのヴァンフォーレ甲府加入内定、および特別指定選手承認が発表された
2020年2月23日、シーズン開幕戦のFC町田ゼルビア戦で先発出場しプロデビュー。
2021年、横浜FCへ完全移籍。J1ではJ1リーグ戦5試合とルヴァンカップ4試合、天皇杯1試合のみの出場にとどまり、チームもJ2へ降格。2022年はJ2リーグ戦で開幕戦から先発出場を果たしたものの、5月4日の第14節ホームロアッソ熊本戦のフル出場を最後にベンチ入りからも外れ、その後の公式戦出場はいずれも6月に開催された天皇杯2試合のみとなっていた。
2022年8月1日、J3リーグ・ギラヴァンツ北九州への期限付き移籍が発表された。
2023年、ザスパクサツ群馬に完全移籍。
2024年11月15日、契約満了を発表、SC相模原に完全移籍することとなった。

## 所属クラブ
- 2004年 - 2007年 加治サッカースポーツ少年団
- 2007年 - 2010年 江南南SS（飯能市立加治小学校）
- 2010年 - 2013年 浦和レッズ ジュニアユース（川越市立富士見中学校）
- 2013年 - 2016年 浦和レッズ ユース（埼玉県立大宮武蔵野高等学校）
- 2016年 - 2020年 立正大学
  - 2019年  ヴァンフォーレ甲府（特別指定選手）
- 2020年  ヴァンフォーレ甲府
- 2021年 - 2022年  横浜FC
  - 2022年8月 - 同年12月  ギラヴァンツ北九州（期限付き移籍）
- 2023年 - 2024年  ザスパクサツ群馬 / ザスパ群馬
- 2025年 -  SC相模原

## 個人成績
| 国内大会個人成績 | 国内大会個人成績 | 国内大会個人成績 | 国内大会個人成績 | 国内大会個人成績 | 国内大会個人成績 | 国内大会個人成績 | 国内大会個人成績 | 国内大会個人成績 | 国内大会個人成績 | 国内大会個人成績 | 国内大会個人成績 |
| 年度             | クラブ           | 背番号           | リーグ           | リーグ戦         | リーグ戦         | リーグ杯         | リーグ杯         | オープン杯       | オープン杯       | 期間通算         | 期間通算         |
| 年度             | クラブ           | 背番号           | リーグ           | 出場             | 得点             | 出場             | 得点             | 出場             | 得点             | 出場             | 得点             |
| 日本             | 日本             | 日本             | 日本             | リーグ戦         | リーグ戦         | リーグ杯         | リーグ杯         | 天皇杯           | 天皇杯           | 期間通算         | 期間通算         |
| ---------------- | ---------------- | ---------------- | ---------------- | ---------------- | ---------------- | ---------------- | ---------------- | ---------------- | ---------------- | ---------------- | ---------------- |
| 2020             | 甲府             | 20               | J2               | 22               | 0                | -                | -                | -                | -                | 22               | 0                |
| 2021             | 横浜FC           | 27               | J1               | 5                | 0                | 4                | 0                | 1                | 0                | 10               | 0                |
| 2022             | 横浜FC           | 27               | J2               | 10               | 0                | -                | -                | 2                | 0                | 12               | 0                |
| 2022             | 北九州           | 36               | J3               | 8                | 0                | -                | -                | -                | -                | 8                | 0                |
| 2023             | 群馬             | 36               | J2               | 42               | 3                | -                | -                | 0                | 0                | 42               | 3                |
| 2024             | 群馬             | 36               | J2               | 27               | 0                | 0                | 0                | 0                | 0                | 27               | 0                |
| 2025             | 相模原           | 36               | J3               |                  |                  |                  |                  |                  |                  |                  |                  |
| 通算             | 日本             | 日本             | J1               | 5                | 0                | 4                | 0                | 1                | 0                | 10               | 0                |
| 通算             | 日本             | 日本             | J2               | 101              | 3                | 0                | 0                | 2                | 0                | 103              | 3                |
| 通算             | 日本             | 日本             | J3               | 8                | 0                | -                | -                | -                | -                | 8                | 0                |
| 総通算           | 総通算           | 総通算           | 総通算           | 114              | 3                | 4                | 0                | 3                | 0                | 121              | 3                |

- 2019年は特別指定選手（出場なし）